# Clubiona dysderiformis
Clubiona dysderiformis este o specie de păianjeni din genul Clubiona, familia Clubionidae. A fost descrisă pentru prima dată de Guerin, 1838. Conform Catalogue of Life specia Clubiona dysderiformis nu are subspecii cunoscute.